# William Henry Pickering
William Henry Pickering (1858-1935), astrónomo estadounidense, hermano menor del también astrónomo Edward Charles Pickering (1846-1919).

## Semblanza
A instancias de su hermano mayor comenzó su carrera astronómica como asistente en el Observatorio Harvard College en 1887, ascendiendo y consiguiendo el cargo de profesor en la Universidad de Harvard en 1890.
El 16 de abril de 1893 observó un eclipse de Sol total desde Mina Arís, cerca de Agua Amarga, Vallenar, Chile, en compañía de Abbott Lawrence Rotch y A.E. Douglas, como parte de una misión de Harvard.
Levantó el primer telescopio para el adinerado aficionado bostoniano Percival Lowell en Flagstaff, Arizona, en 1894: este sería el primer observatorio estadounidense dedicado en exclusiva al estudio del planeta Marte.
En 1900 instaló una estación meteorológica del Observatorio Harvard en Mandeville, Jamaica británica, más tarde convertida en observatorio astronómico privado.
En uno de sus periódicos estudios planetarios descubrió Febe, satélite de Saturno; también fue un asiduo observador del planeta Marte: sugirió que los canales marciaron eran, en realidad, la vegetación (más oscura) que bordeaba estas corrientes de agua.
En el año 1914 comenzó a publicar una serie de artículos, titulados Reports on Mars, en la revista "Popular Astronomy".
Existe un cráter en la Luna y otro en Marte (en el sector de Phaethontis) bautizados "Pickering" en honor de ambos hermanos astrónomos.

## Eponimia
- El cráter lunar Pickering lleva este nombre en su memoria.[1]
- El cráter marciano Pickering igualmente conmemora su nombre.[2]
- El asteroide (784) Pickeringia también fue nombrado así en su memoria.[3]

En los tres casos, el honor es compartido con su hermano, el también astrónomo Edward Charles Pickering (1846-1919).

## Fuente
- Mars and it Satellites, Jürgen Blunck, Exposition Press (1977).
- Historia del Telescopio, Isaac Asimov, Alianza Editorial (1986).
- Buscador NASA ADS (trabajos, artículos y publicaciones de Pickering).

## Enlaces
- Página web del Harvard College Observatory

- Datos: Q310222
- Multimedia: William Henry Pickering / Q310222